# Maurizio Marchetti
Maurizio Marchetti (Messina, 16 ottobre 1953) è un attore e regista italiano.

## Biografia
Dopo la laurea, inizia come dj, autore e conduttore radiofonico e televisivo, per poi debuttare sul palcoscenico nel 1977 come attore teatrale. La sua carriera teatrale lo porta a collaborare, tra gli altri, con Franco Enriquez, Walter Manfrè, Riccardo Cucciolla, Antonio Latella, Gianfranco De Bosio, Guido De Monticelli, Ennio Coltorti, Carlo Quartucci, Giorgio Albertazzi, Antonio Calenda, Flavio Bucci, Arnoldo Foà, Andrea Camilleri, Alvaro Piccardi, Ninni Bruschetta, Walter Pagliaro, Gigi Proietti, Dario Fo, Franca Rame e tanti altri.
Nella sua attività di operatore teatrale spiccano le sei stagioni di direzione artistica dell'Ente Teatro di Messina e le due, sempre in Sicilia, del “Circuito dei Castelli” (38 piazze con 11 siti archeologici) oltre agli svariati laboratori teatrali da lui diretti e condotti, sempre con la collaborazione di Donato Castellaneta.
Sul piccolo schermo partecipa come attore a produzioni di grande successo come Il commissario Montalbano e Il Capo dei Capi, collaborando spesso con Maurizio Zaccaro (con cui gira ben otto volte tra film e serie) e con Carlo Carlei (con cui gira da co-protagonista Il Giudice Meschino e La Fuggitiva). Più recentemente lo troviamo nella serie dell’americana CBS Blood & Treasure, per la regia di Stephen Scaia, e nelle serie Netflix Incastrati1 e Incastrati2 di Ficarra e Picone.
Nel cinema esordisce nel 1989 con Visioni private, regia di Ninni Bruschetta e Francesco Calogero. Lo troviamo tra gli altri anche in Il gioiellino di Andrea Molaioli, Il Premio di Ermanno Olmi e nei tre film di Pif La mafia uccide solo d'estate, In guerra per amore e E noi come stronzi rimanemmo a guardare. Nel 2019 lo troviamo nella produzione tedesca Divine - La fidanzata dell’altro, un film di Jan Schomburg e nel film di Gianni Costantino “TUTTAPPOSTO”, con cui gira anche, nel 2022, “Sposa in Rosso”.
Nel 2023 interpreta il Maresciallo Graziano in “Iddu” di Fabio Grassadonia ed Antonio Piazza ed è tra i protagonisti del film francese (ma girato in inglese) “Une Affaire de Principe” di Antoine Raimbault. 
Ancora lo troviamo nel 2024 nelle serie tv per Canale 5 “Vanina Guarrasi”, tratta dai romanzi di Cristina Cassar Scalia e diretta da Davide Marengo, e “I Fratelli Corsaro”, diretta da Francesco Miccichè, tratta dai romanzi di Salvo Toscano.
Sempre nel 2024 interpreta Bruno Contrada ne “Il Depistaggio”, un film di Aurelio Grimaldi.
Ritorna anche al teatro con due spettacoli come attore: “Ma sì dai - Analisi antropologica del fallimento dell’animale maschio” da lui scritto con Tony Canto e diretto e “I cambi di Stagione” di Lionel Goldstein, per la regia di Francesco Calogero, e ancora con la regia di “Ludopazza” di Davide Marchetta (Fringe Festival 2023).

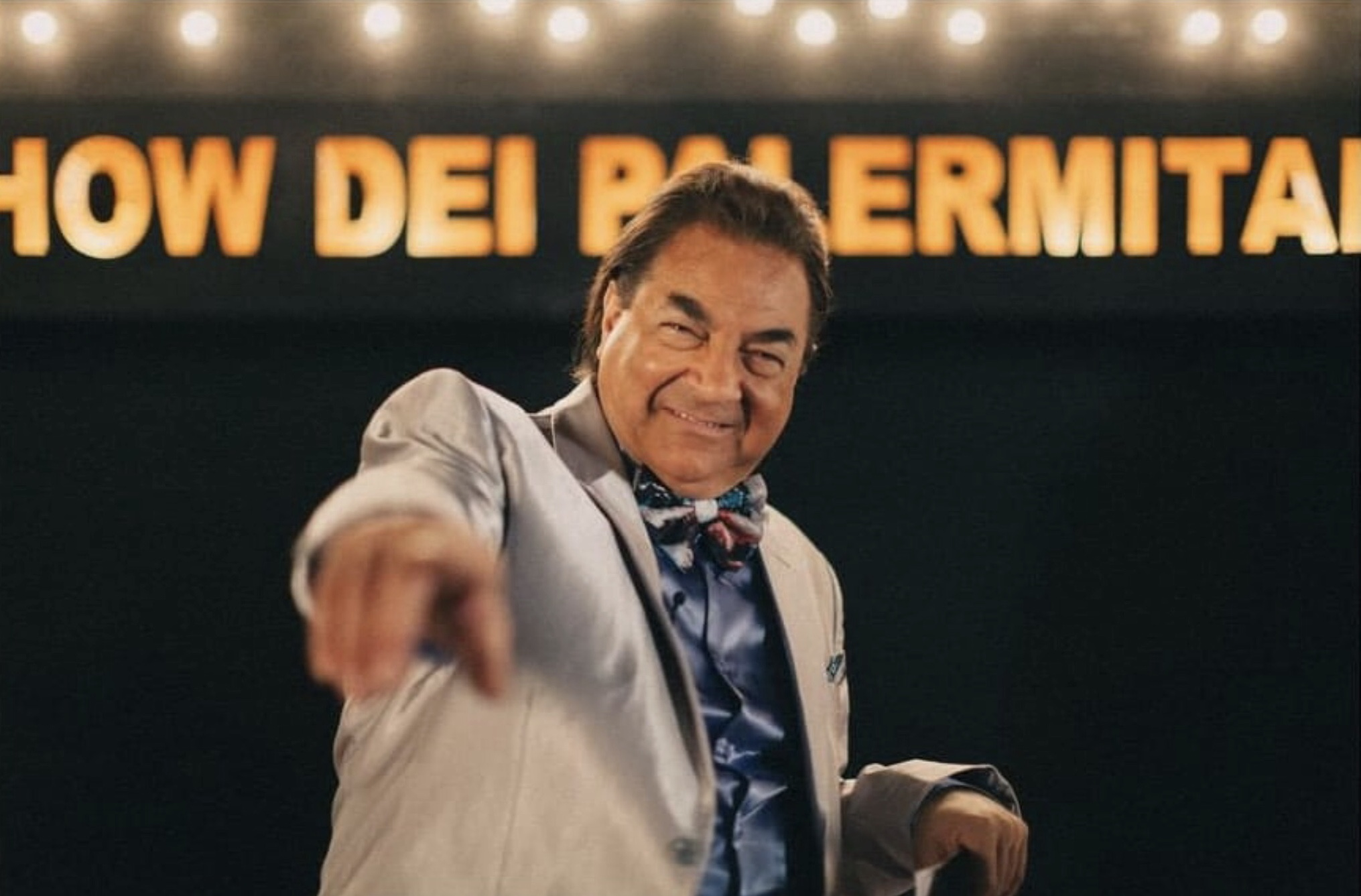
L'attore nel ruolo di Jean Pierre nel film La mafia uccide solo d’estate.

## Filmografia

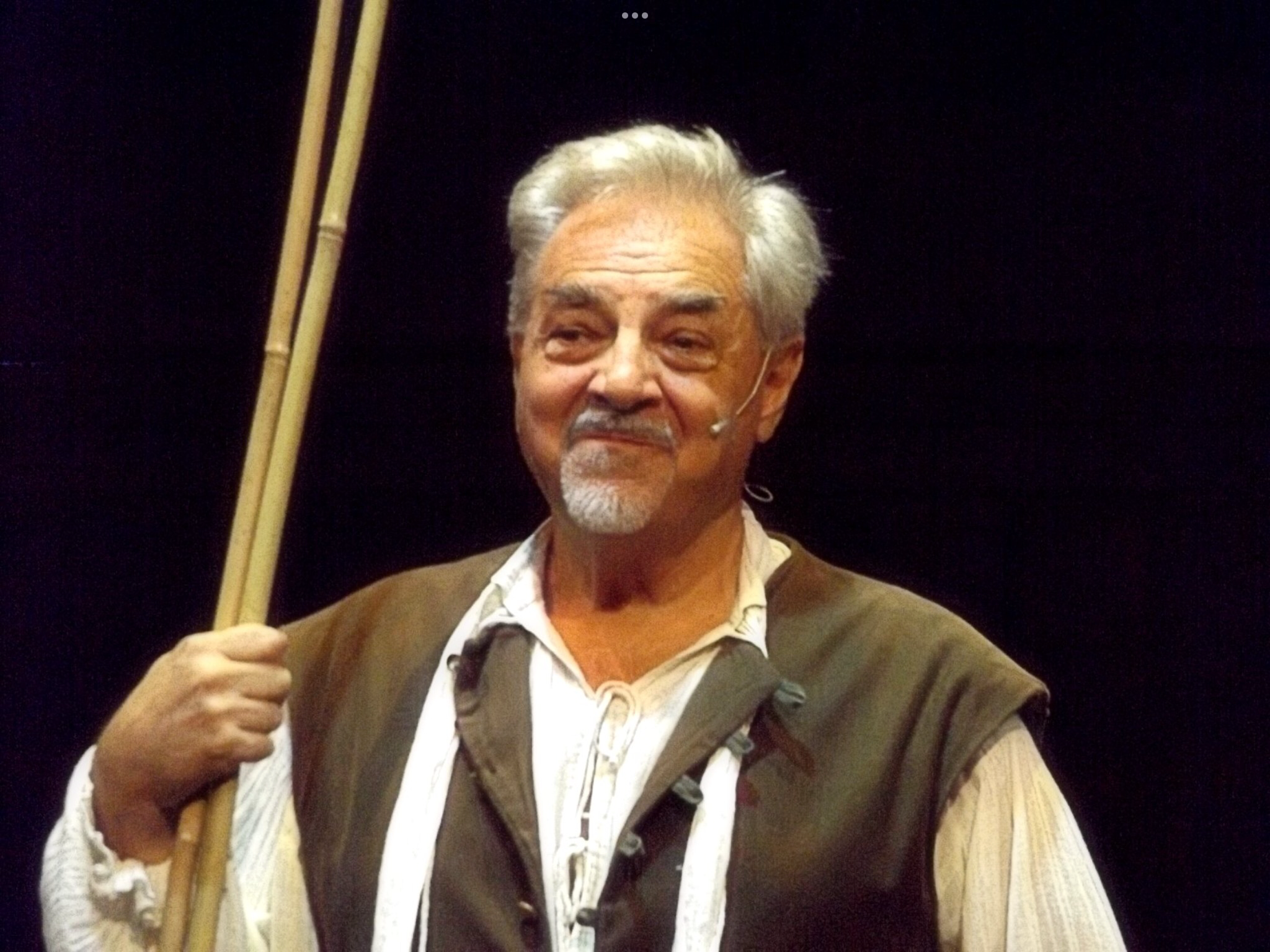
Leonato in Molto rumore per nulla

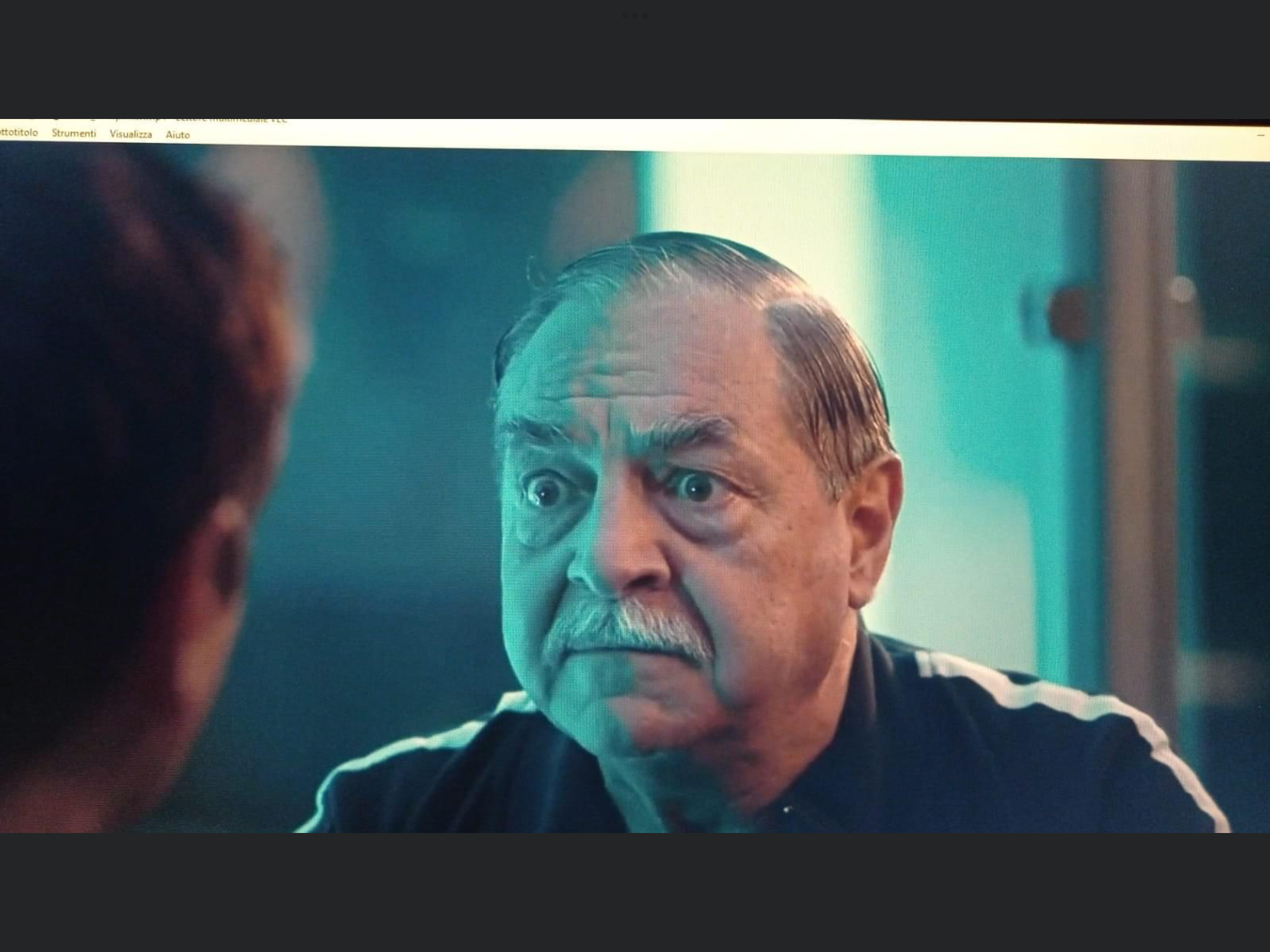
Immagine tratta da E noi come stronzi rimanemmo a guardare.

### Cinema
- Delitti esemplari, regia di Luca Alcini e Pietro Bontempo – cortometraggio (1988)
- Visioni private, regia di Antonino Bruschetta e Francesco Calogero (1989)
- I racconti di Baldassarre, regia di Eros Puglielli – cortometraggio (1997)
- La prima volta, regia di Massimo Martella (1998)
- Senza salutare, regia di Fabio Rosi (1999)
- Le sciamane, regia di Anne Riitta Ciccone (2000)
- L'amore di Màrja, regia di Anne Riitta Ciccone (2002)
- La terra, regia di Sergio Rubini (2006)
- Il premio, regia di Ermanno Olmi – cortometraggio (2009)
- Il gioiellino, regia di Andrea Molaioli (2010)
- La mafia uccide solo d'estate, regia di Pif (2013)
- In guerra per amore, regia di Pierfrancesco Diliberto (2016)
- Mister Felicità, regia di Alessandro Siani (2017)
- Primula rossa, regia di Franco Jannuzzi (2017)
- La fuitina sbagliata, regia di Mimmo Esposito (2018)
- Tuttapposto, regia di Gianni Costantino (2019)
- Divine - La fidanzata dell'altro (Der göttliche Andere), regia di Jan Schomburg (2019)
- E noi come stronzi rimanemmo a guardare, regia di Pif (2021)
- Sposa in rosso, regia di Gianni Costantino (2022)
- Volevo un figlio maschio, regia di Neri Parenti (2023)
- Iddu - L'ultimo padrino, regia di Fabio Grassadonia e Antonio Piazza (2024)
- ’’Il Depistaggio’’, un film di Aurelio Grimaldi (2024)

### Televisione
- I ragazzi di padre Tobia – serie TV (1968)
- Il giudice istruttore – serie TV, 1 episodio (1990)
- I ragazzi del muretto – serie TV (1995)
- Un mostro da niente, regia di Gianluigi Calderone (1996)
- Un medico in famiglia – serie TV (1998)
- Giornalisti – serie TV (1999)
- La squadra – serie TV (2000)
- Assassini per caso, regia di Vittorio De Sisti – Rai 2 (2000)
- Il commissario – serie TV (2002)
- Casa famiglia – serie TV (2003)
- Una vita in regalo, regia di Tiziana Aristarco – Rai 1 (2003)
- Il commissario Montalbano – serie TV, episodio 6x01 (2006)
- Butta la luna – serie TV (2006)
- Il segreto di Arianna, regia di Gianni Lepre – miniserie TV (2006)
- Un posto al sole – soap opera (2006)
- La vita rubata, regia di Graziano Diana – film TV (2007)
- Il capo dei capi, regia di Alexis Sweet e Enzo Monteleone – miniserie TV (2007)
- Il bambino della domenica, regia di Maurizio Zaccaro – miniserie TV (2008)
- Lo smemorato di Collegno, regia di Maurizio Zaccaro – miniserie TV (2009)
- Nebbie e delitti – serie TV, 1 episodio (2009)
- Gottes Machtige Dienerin, regia di Marcus Rosenmuller – ZDF Berlin (2009)
- Squadra antimafia - Palermo oggi – serie TV, episodi 1x05, 1x06 (2009)
- Le ragazze dello swing, regia di Maurizio Zaccaro – miniserie TV (2010)
- Dove la trovi una come me?, regia di Giorgio Capitani – miniserie TV (2011)
- A testa alta - I martiri di Fiesole, regia di Maurizio Zaccaro – film TV (2014)
- Non è mai troppo tardi, regia di Giacomo Campiotti – miniserie TV (2014)
- Il giudice meschino, regia di Carlo Carlei – miniserie TV (2014)
- Le mani dentro la città – serie TV (2014)
- Ragion di Stato, regia di Marco Pontecorvo – miniserie TV (2015)
- Squadra antimafia 7 – serie TV, episodi 7x01, 7x03, 7x04 (2015) - ruolo: Calogero Maglio
- La mafia uccide solo d’estate – serie TV (2016-2018)
- Il sindaco pescatore, regia di Maurizio Zaccaro – film TV (2016)
- Romanzo siciliano – serie TV (2016)
- Liberi sognatori - Libero Grassi, regia di Graziano Diana – Canale 5 (2018)
- Don Matteo – serie TV, episodio 11x24 (2018)
- Speravo de morì prima, regia di Luca Ribuoli – miniserie TV (2021)
- Blood & Treasure – serie TV (2020)
- La fuggitiva, regia di Carlo Carlei – miniserie TV (2021)
- Incastrati – serie TV, 4 episodi (2022-2023)
- Giustizia per tutti, regia di Maurizio Zaccaro – miniserie TV (2022)
- Fernanda, regia di Maurizio Zaccaro – film TV (2023)
- Vanina - Un vicequestore a Catania – serie TV (2024)
- I fratelli Corsaro – serie TV (2024)

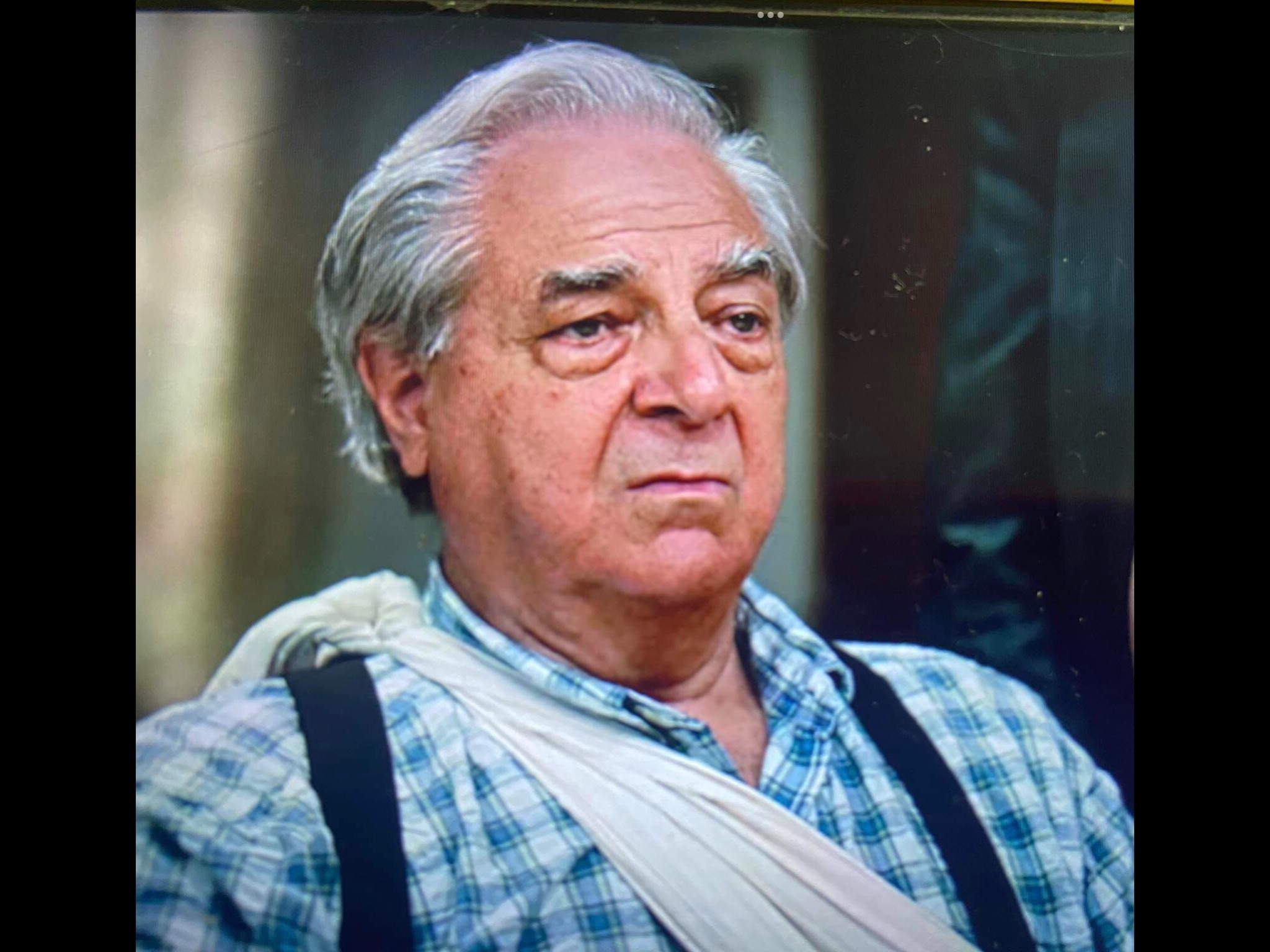
Nel ruolo di Padre Santissimo in Incastrati di Ficarra e Picone.

## Teatrografia parziale
- L'uomo, la bestia e la virtù di Luigi Pirandello, regia di Walter Manfrè (1977)
- Merli e Malvizzi di Biagio Belfiore, regia di Andrea Camilleri (1978)
- Il Gattopardo di Giuseppe Tomasi di Lampedusa, regia di Franco Enriquez (1979)
- Caino e Abele di Horia Lovinescu, regia di Walter Manfrè (1981)
- L'avaro di Molière, regia di Massimo Mollica (1981)
- Aspettando Godot di Samuel Beckett, regia di Walter Manfrè (1982)
- L'uomo solo da Luigi Pirandello, uno spettacolo di Maurizio Marchetti (1982)
- La felicità coniugale di Anton Čechov, regia di Paolo Gazzara (1982)
- La legge è (quasi) uguale per tutti di Courteline, regia di Mario Landi (1984)
- La purga di bebè di George Feydeau, regia di Mariano Meli (1984)
- La corda a tre capi di Arnoldo Foà, regia di Arnoldo Foà (1985)
- Non si sa come di Luigi Pirandello, regia di Walter Manfrè (1985)
- Lorenzaccio di Alfred De Musset, regia di Flavio Bucci (1986)
- Il bell'Antonio di Vitaliano Brancati, regia di Massimo Mollica (1986)
- Anime di Giuseppe Manfridi, regia di Walter Manfrè (1987)
- Giacomo il prepotente di Giuseppe Manfridi, regia di Ennio Coltorti (Roma - Platea Estate 1987)
- Le tigri di Giampiero Bona, regia di Walter Manfrè (1988)
- Davanti alla legge da Franz Kafka, regia di Ennio Coltorti (Roma - Platea Estate 1988)
- Chi ha messo le mutande nel forno di Michael Pertwee, regia di Walter Manfrè (1989)
- Sentiamoci per Natale di Maurizio Costanzo, regia di Mino Bellei (1990)
- Visita ai parenti di Aldo Nicolaj, regia di Walter Manfrè (Festival Teatrale di Montevideo 1990)
- Il diario di Anna Frank di Goodrich e Hackett, regia di Gianfranco De Bosio (1991)
- L’ultimo viaggio di Luigi Pirandello di Biagio Belfiore, regia di Paolo Gazzara (1992)
- Edipo re di Seneca, regia di Giuseppe Pambieri (1992)
- Hanging the President di Michele Celeste, regia di Piero Maccarinelli (1992)
- Enrico V di William Shakespeare, regia di Guido De Monticelli (1993)
- La putta onorata di Carlo Goldoni, regia di Giuseppe Pambieri (1993)
- Il giuoco delle parti di Luigi Pirandello, regia di Walter Manfrè (1994)
- Il re muore di Ionesco, regia di Massimo Mollica (1994)
- Molto rumore per nulla di William Shakespeare, regia di Antonio Sixty (1994)
- Le serve di Jean Genet, regia di Antonio Latella (1994)
- La cena dei cretini di Francis Veber, regia di Filippo Crivelli (1996)
- Rudens di Plauto, regia di Alvaro Piccardi (1996)
- 23 e 20 ovvero Incubi di fine millennio di Anne Ciccone, regia di Carlo Quartucci (TaoArte ‘97)
- Il diavolo con le zinne, scritto e diretto da Dario Fo (1997)
- Il Viaggio - brano di Aurelio Grimaldi, uno spettacolo di Walter Manfrè (1998)
- Il governo delle donne di Aristofane, regia di Maurizio Marchetti (1999)
- In viaggio con la zia di Graham Greene, regia di Patrick Rossi Gastaldi(1999)
- Ossessioni pericolose di N.J. Crisp, regia di Giancarlo Zanetti (2000)
- Vite immaginarie, opera di Marco Tutino da Marcel Schwob, regia Di Vincenzo Tripodo (2000)
- Il collezionista di Peter Shaffer, regia di Giancarlo Zanetti (2001)
- Ascesa e caduta della città di Mahagonny di Brecht-Weill, regia di Daniele Abbado (2001)
- Gl’Innamorati di Carlo Goldoni, regia di Giampiero Cicció (TaoArte ‘01)
- Letterati e dolci signore di Arthur Schnitzler, regia di Walter Pagliaro (2002)
- La Chiurma da Eugenio Vitarelli, uno spettacolo di Maurizio Marchetti (2002)
- La vedova allegra, operetta di Franz Lehár, regia di Simona Marchini (2003)
- La casa degli spiriti da Isabel Allende, adattamento Dani Horowitz, regia Claudia Della Seta, Glenda Sevald (2003-2005)
- Stregata dalla luna, adattamento e regia di Gigi Proietti (2004)
- Pierino e il lupo, opera di Sergej Prokofiev, drammaturgia di Maurizio Marchetti (2007)
- Lo stato d'assedio di Albert Camus, regia di Giampiero Cicciò (TaoArte 2007)
- Todo modo di Leonardo Sciascia, regia Maurizio Marchetti e Fabrizio Catalano (2008)
- Ultimo giorno di Dario Tomasello, regia di Antonio Calenda (2009)
- Lavori in corso di Claudio Fava, regia di Ninni Bruschetta (2010)
- L’Ufficio di Giacomo Ciarrapico e Mattia Torre, regia di Ninni Bruschetta (2012)
- Molto rumore per nulla di William Shakespeare, Globe Theatre di Roma, Direzione artistica di Gigi Proietti, regia di Loredana Scaramella (06-07-18-19)
- “Ma sí dai - Analisi antropologica del fallimento dell’animale maschio” di Marchetti/Canto (2022)
- “I Cambi di Stagione” di Lionel Goldstein, regia di Francesco Calogero(2023)
- “Ludopazza” di Davide Marchetta - regia (Fringe Festival 2023)